# Elisabeta de Turingia

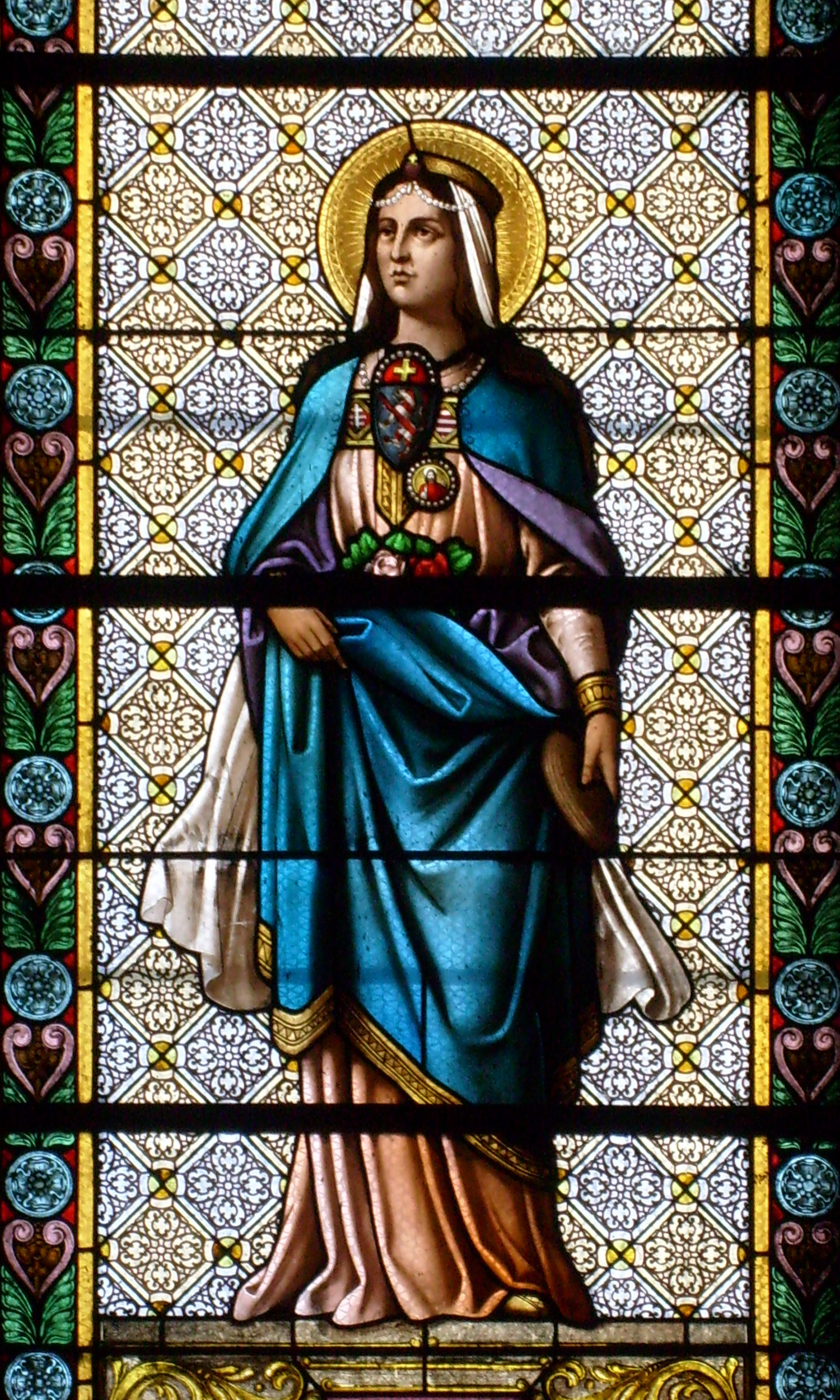
Sfânta Elisabeta de Turingia(Biserica Minoriților din Cluj)

Sfânta Elisabeta din lemn, 1510(Muzeul Mănăstirii de maici "Sf. Ecaterina" din Utrecht, Olanda)

Elisabeta de Turingia, cunoscută și ca Elisabeta a Ungariei, (în maghiară Árpádházi Szent Erzsébet; n. 7 iulie 1207, Sárospatak, Regatul Ungariei – d. 17 noiembrie 1231, Marburg, Sfântul Imperiu Roman) a fost o descendentă a dinastiei arpadiene, fiică a regelui Andrei al II-lea și a reginei Gertrud de Andechs. La vârsta de 4 ani a fost trimisă în Turingia, unde s-a căsătorit în anul 1221 cu landgraful Ludovic al IV-lea de Turingia.
S-a remarcat prin activități caritabile în favoarea bolnavilor și săracilor. După moartea soțului ei, a intrat în ordinul terțiar franciscan.
A murit la vârsta de 24 de ani.
A fost canonizată în anul 1235, de Rusalii. Este patroana landului Turingia. În calendarul roman general⁠(en)[traduceți] sărbătoarea ei este pe 17 noiembrie (ziua trecerii la cele veșnice), iar în spațiul de limbă maghiară și germană este sărbătorită pe 19 noiembrie (ziua așezării în mormânt). 
Numeroase spitale, deopotrivă catolice și protestante, îi poartă numele.

## Galerie de imagini

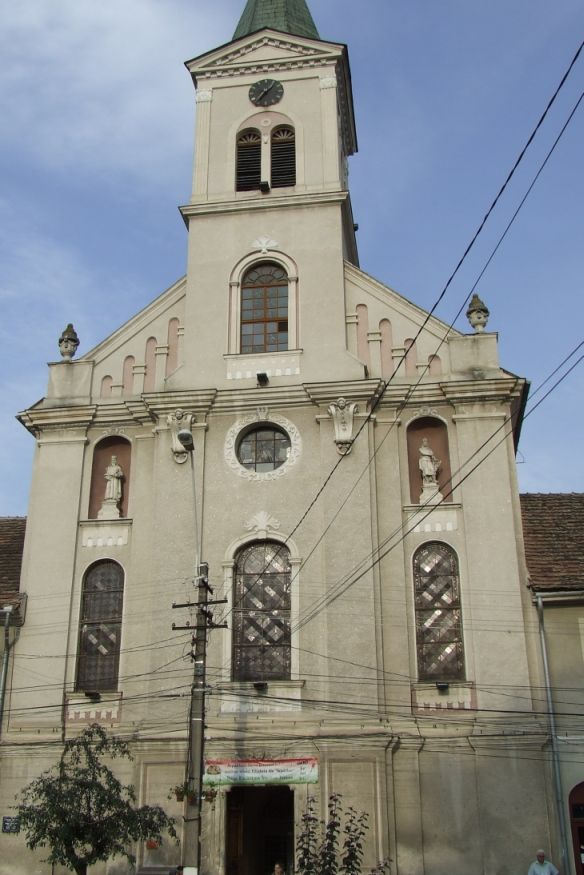
Biserica Sf. Elisabeta din Aiud
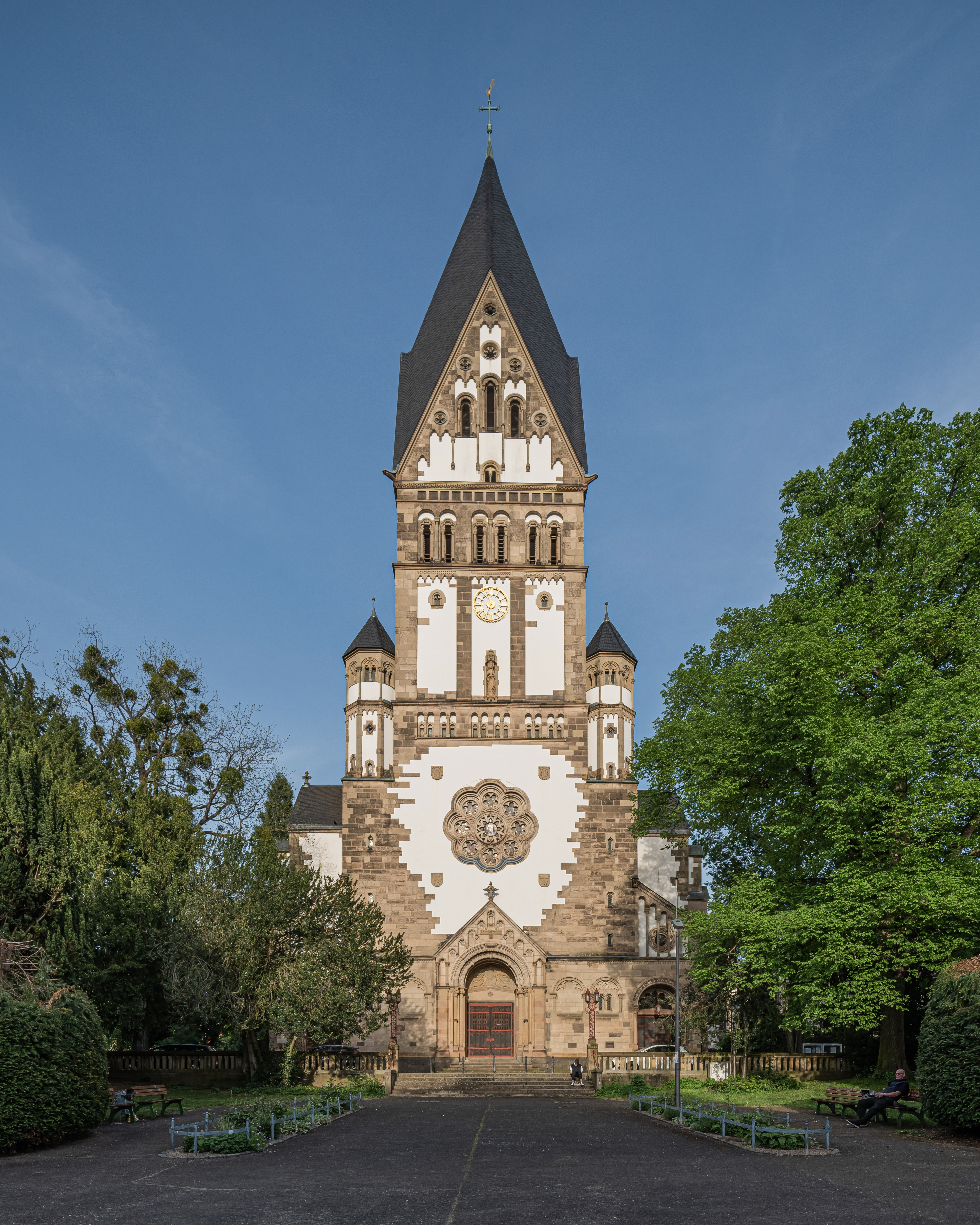
Biserica Sf. Elisabeta din Bonn
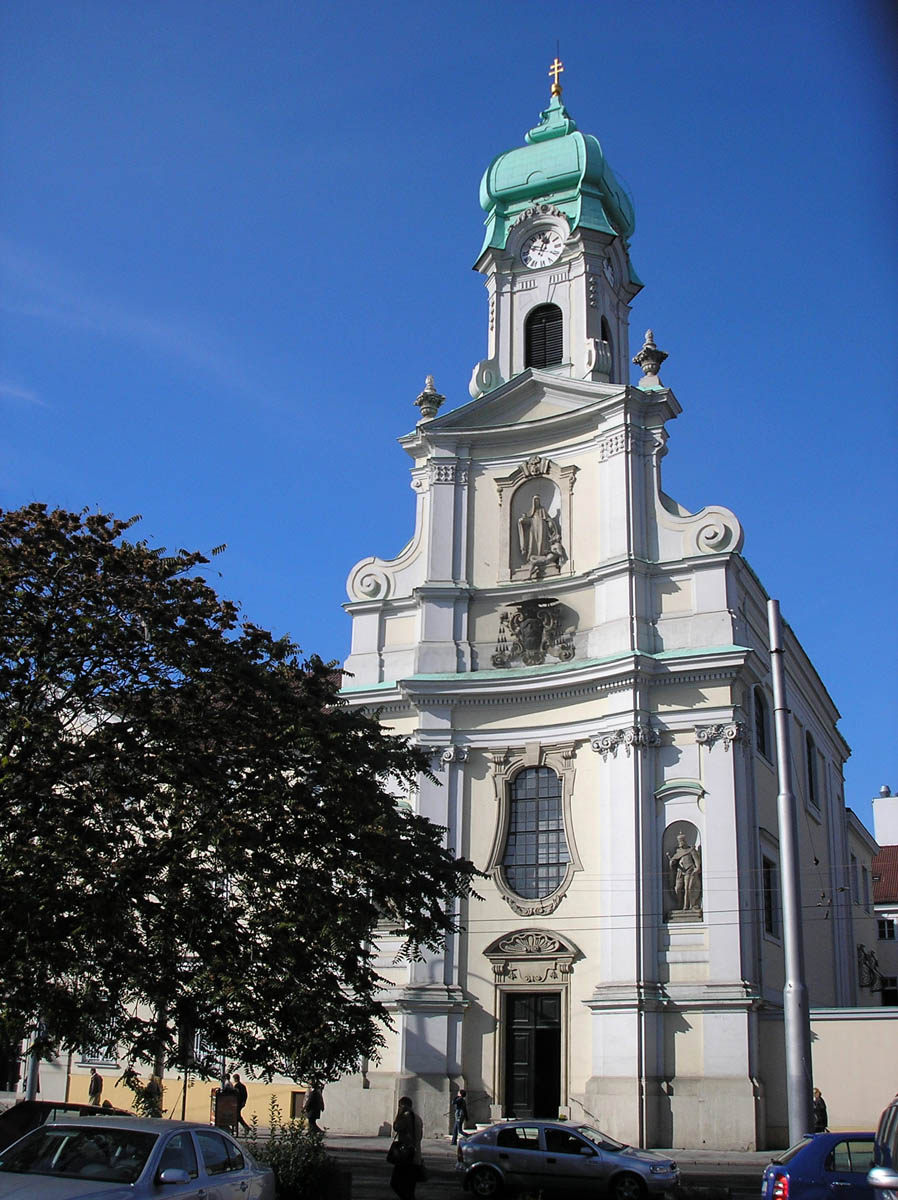
Biserica Sf. Elisabeta din Bratislava
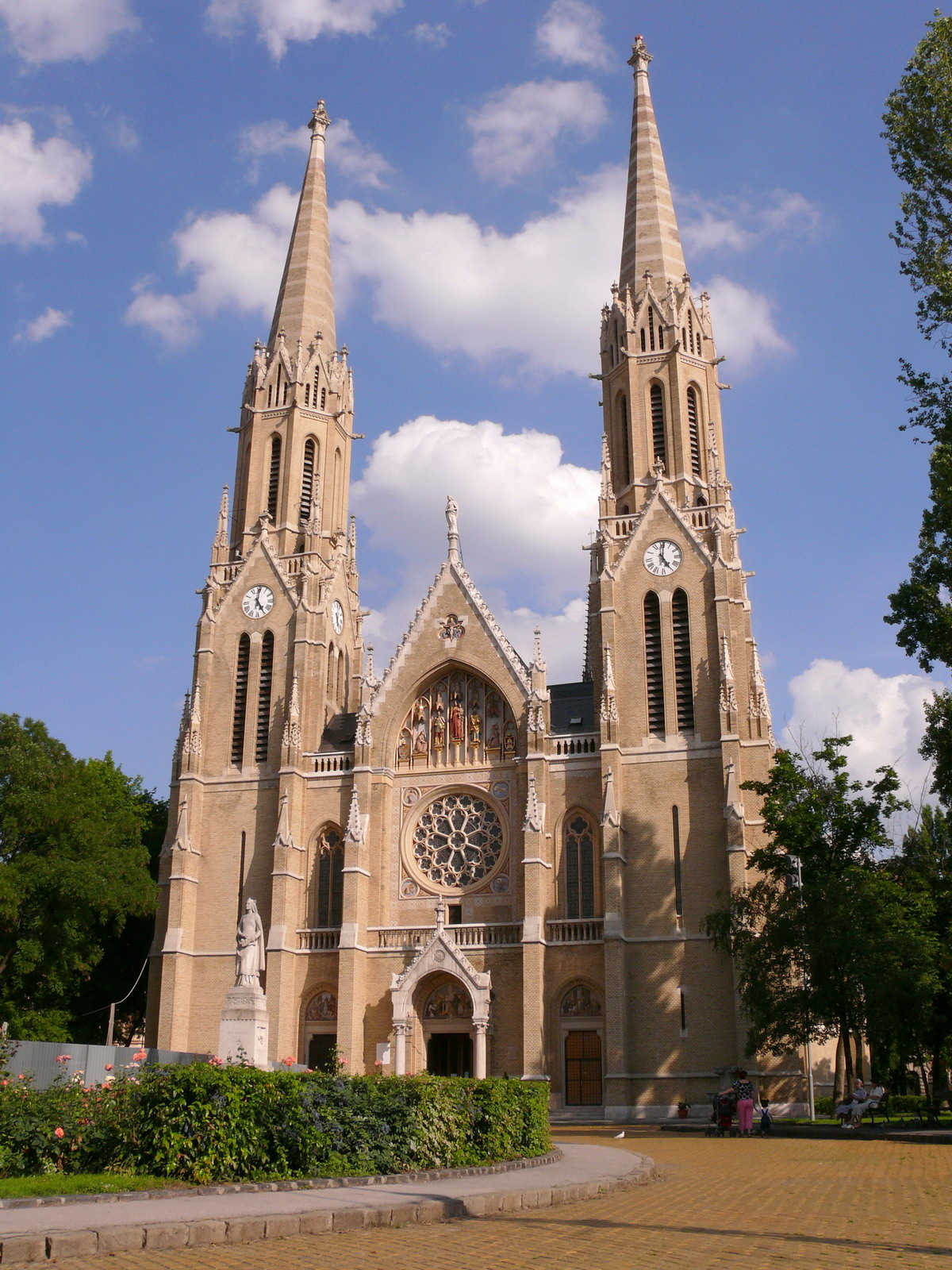
Biserica Sf. Elisabeta din Budapesta
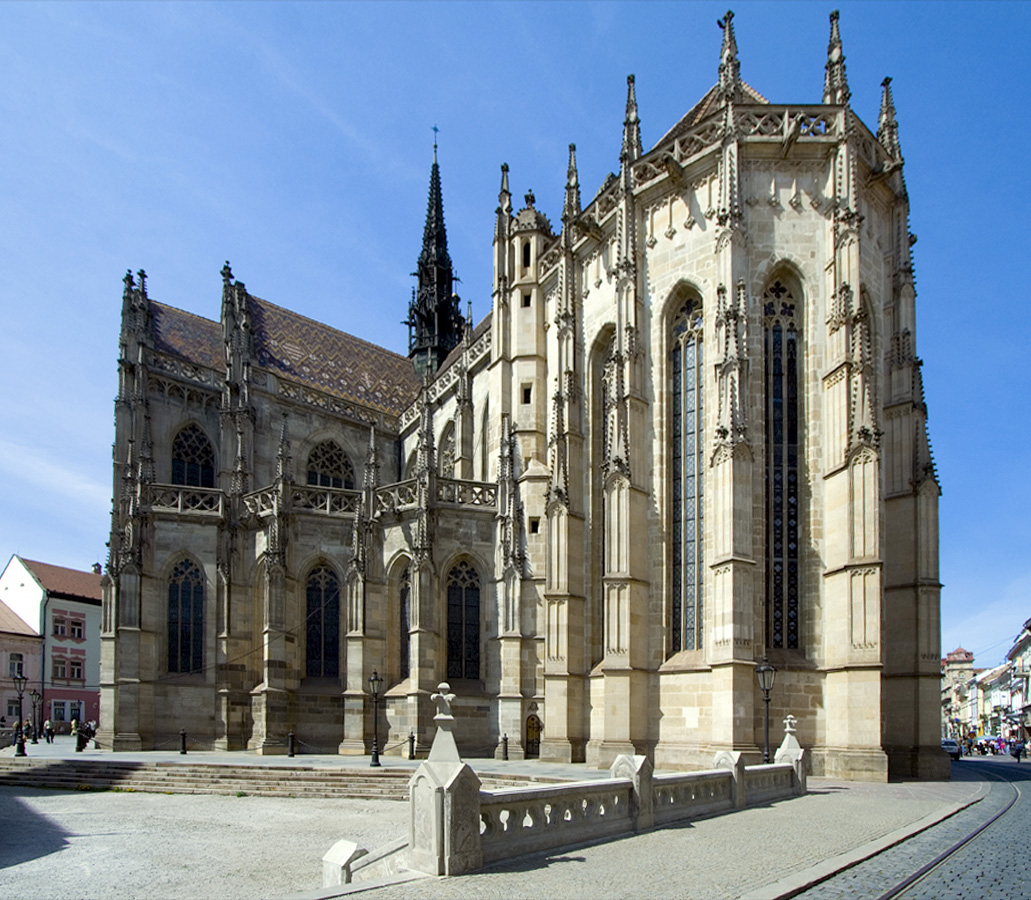
Catedrala Sf. Elisabeta din Caşovia
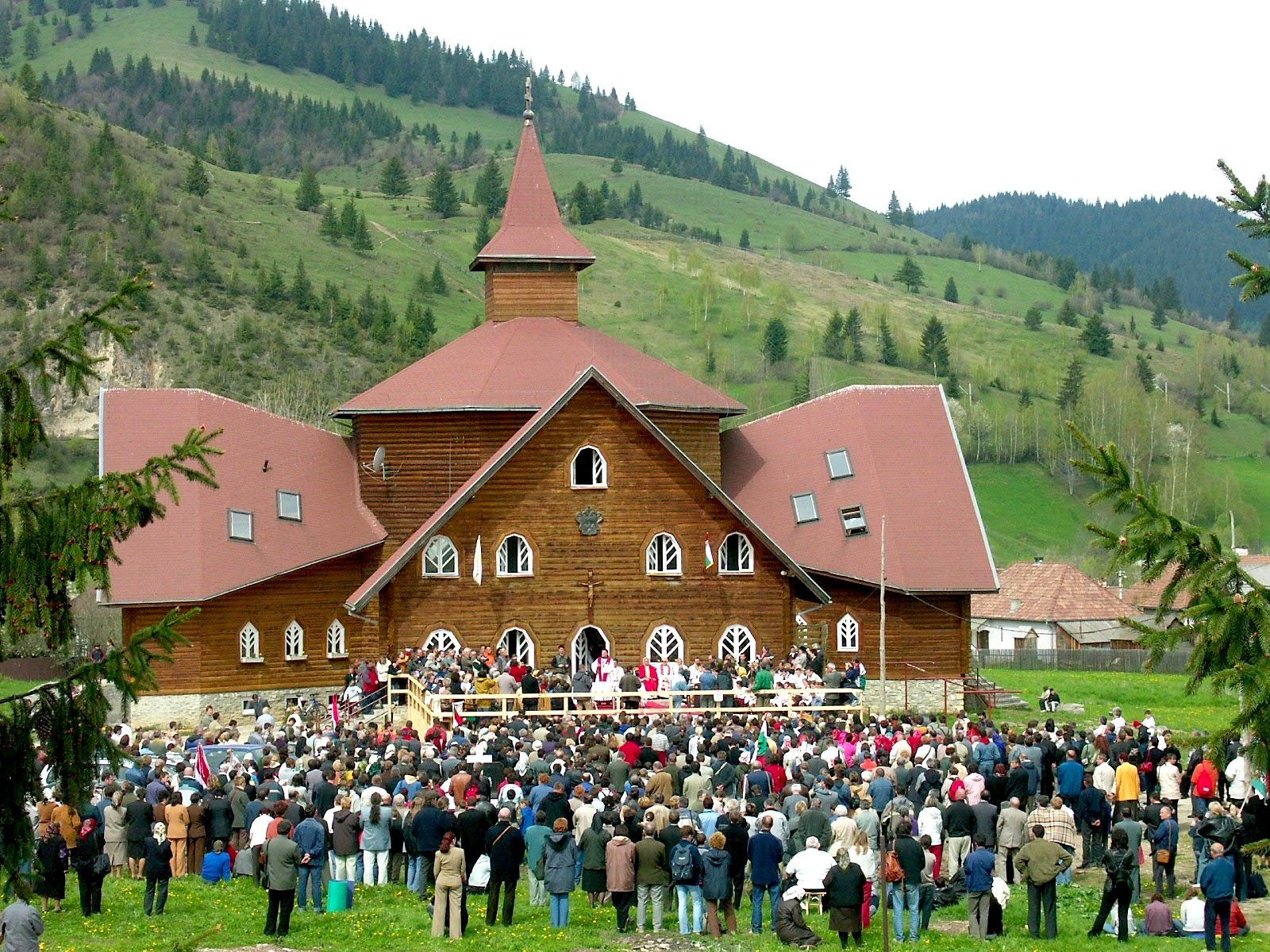
Biserica Sf. Elisabeta din Lunca de Sus, Harghita
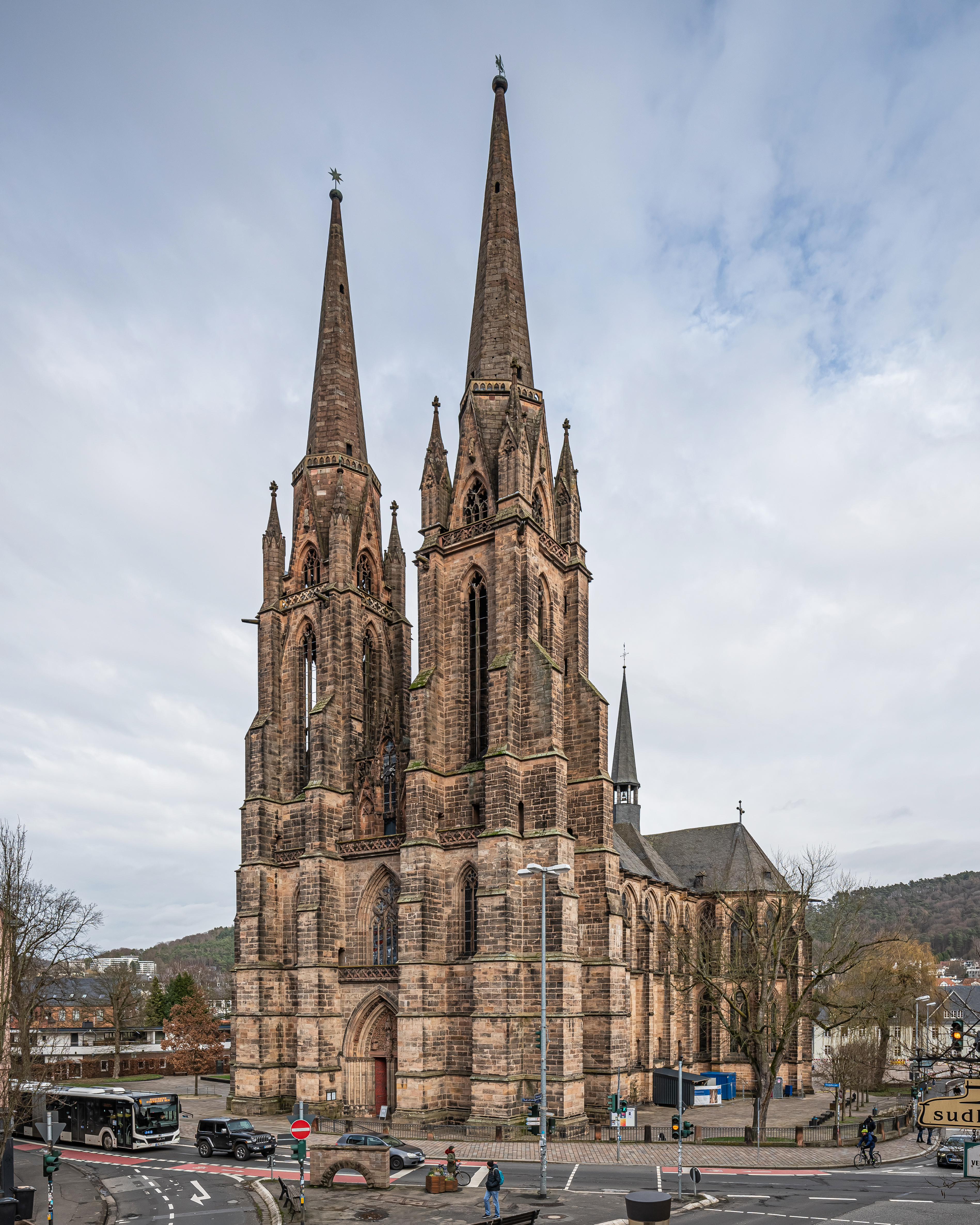
Biserica Sf. Elisabeta din Marburg
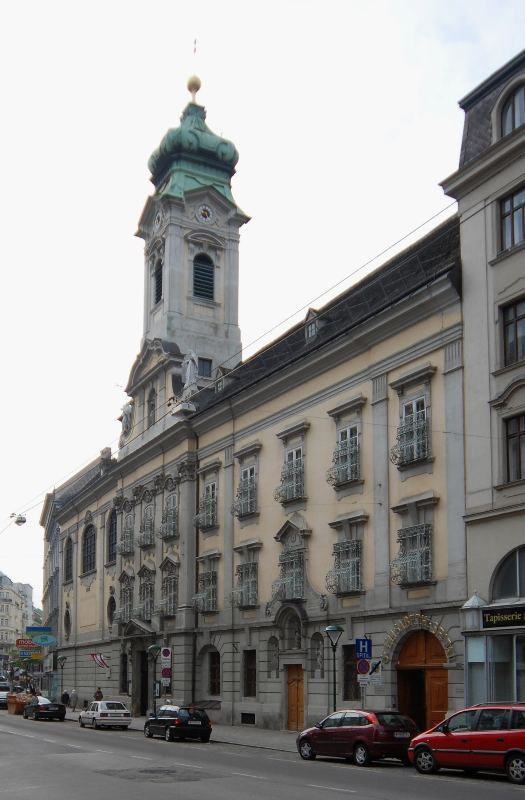
Spitalul Sf. Elisabeta din Viena
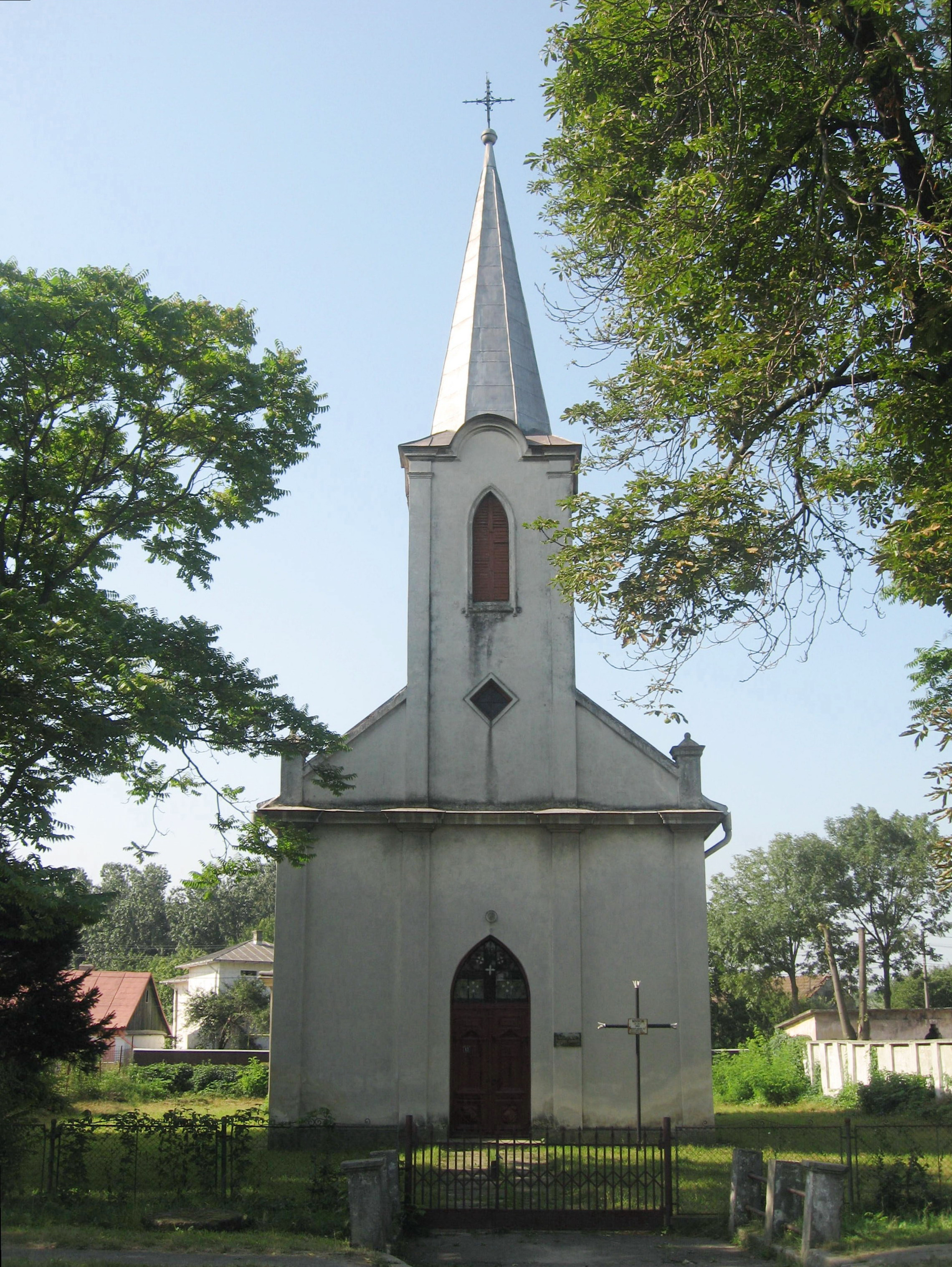
Biserica Sfânta Elisabeta din Ițcani, Suceava
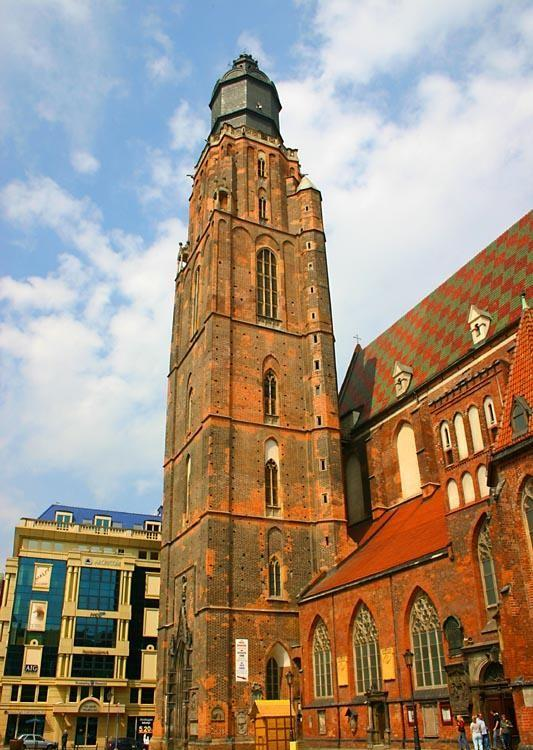
Biserica Sfânta Elisabeta din Wroclaw